# 9 Oddział Lotniczy Samodzielnej Armii Uralskiej
9 Oddział Lotniczy Samodzielnej Armii Uralskiej (ros. 9-й авиационный отряд Уральской Отдельной армии) – lotnicza jednostka wojskowa Samodzielnej Armii Uralskiej podczas wojny domowej w Rosji
Do pocz. września 1918 r. w składzie Samodzielnej Armii Orenburskiej utworzono dziesięć oddziałów lotniczych. 9 Oddział Lotniczy został przekazany Samodzielnej Armii Uralskiej, otrzymując nazwę Uralski Oddział Lotniczy. W tym czasie w Uralsku znajdowało się 2 lotników: wojskowy starszyna Michaił Kalinin i por. Borys Smierdin (Smirdin) oraz 3 obserwatorów lotniczych: sotnik Nikołaj P. Łarszin, sotnik Siergiej Charczew i chor. Borys Portnow. Pozostali piloci i obserwatorzy jeszcze w lipcu 1918 r. zostali wysłani do Szkoły Wojskowo-Lotniczej Ludowej Armii Komucza w Samarze. Uralski Oddział Lotniczy miał na wyposażeniu jedynie samolot zwiadowczy Lebied XII, który – po naprawie – zaczął służyć do lotów patrolowych. Wykonywane one były z Nowonikołajewska. 28 września lecący nim pilot z obserwatorem zostali zmuszeni przez awarię silnika do lądowania na tyłach nieprzyjacielskich wojsk w rejonie Samary, ale zdołali przedostać się do swoich linii. Samolot jednak został stracony. Na pocz. października 1918 r., po utracie Samary, sytuacja strategiczna Samodzielnej Armii Uralskiej znacznie się pogorszyła. Dowództwo wojsk bolszewickich postanowiło siłami 2-krotnie liczniejszej oraz znacznie lepiej uzbrojonej i wyposażonej 4 Armii zająć Uralsk i zniszczyć oddziały Kozaków uralskich. Bolszewicy skierowali też do walki Saratowską Grupę Lotniczą w składzie 1 i 2 Saratowskich Sowieckich Oddziałów Lotniczych (4-5 samolotów). Wkrótce 2 spośród tych samolotów wpadły w ręce Kozaków uralskich jako zdobycz wojskowa, zasilając stan Uralskiego Oddziału Lotniczego. Pierwszym był samolot Sopwith z 2 Saratowskiego Sowieckiego Oddziału Lotniczego, którego pilot zmuszony był 9 października 1918 r. lądować w rzece. Drugi samolot typu Voisin LAS ta sama jednostka straciła 18 października, kiedy też awaria zmusiła pilota do lądowania na obszarze zajętym przez wojska kozackie. Rozkazem dowódcy sił lotniczych przy sztabie głównodowodzącego wojskami białych na Wschodzie adm. Aleksandra W. Kołczaka z 8 października 1918 r. Uralski Oddział Lotniczy został przemianowany na 9 Oddział Lotniczy. Do jego lotników mieli dojść po zakończeniu nauki w szkole lotniczej ppor. I. I. Dudka i praporszczik A. W. Riabow, którzy przybyli dopiero 17 listopada, po czym zostali przeniesieni do 10 Oddziału Lotniczego. Z kolei rozkazem z 24 października na czele oddziału stanął wojskowy starszyna Kaplin. Drugim pilotem był por. B. Smierdin. Loty były jednak wykonywane rzadko, przede wszystkim z powodu złego stanu technicznego samolotów. 10 grudnia 1918 r. wojskowy starszyna Kaplin został mianowany dowódcą sił lotniczych Frontu Południowo-Zachodniego. Dowództwo 9 Oddziału Lotniczego przejął por. B. Smierdin. Rozkazem dowódcy frontu z 31 grudnia oddziały lotnicze otrzymały prawa samodzielnych jednostek wojskowych, zaś ich dowódcy – prawa dowódców samodzielnych batalionów. Pod koniec 1918 r. doszło do generalnego odwrotu wojsk białych w kierunku wschodnim, co postawiło działającą na flance Samodzielną Armię Uralską w wyjątkowo trudnym położeniu strategicznym. Atakowana silnie przez oddziały bolszewickich 1 i 4 Armii, w trudnych warunkach atmosferycznych, wycofywała się w kierunku Uralska. Od połowy grudnia 1918 r. rozpoczęły się systematyczne naloty sowieckich samolotów na miasto. 9 Oddział Lotniczy, mający wówczas na wyposażeniu jedynie samolot Voisin LAS (Sopwith został wysłany do naprawy do Guriewa), próbował przeciwstawiać się im, ale jego efektywność była niska. Stan liczebny oddziały wynosił 4 oficerów, 2 podoficerów, 5 żołnierzy obsługi technicznej i 11 Kozaków. Kiedy w poł. stycznia 1919 r. linia frontu podeszła pod Uralsk, por. B. Smierdin rozkazał ewakuację z miasta wyposażenia i zapasów oddziału. 22 stycznia samolot Voisin LAS został przetransportowany na koniach i wozach do Lbiszczeńska, gdzie do 22 lutego przybyła też reszta oddziału. Dowództwo czasowo objął podesauł N. P. Łarszin. Bojowa gotowość oddziału faktycznie nie istniała. Dopiero pod koniec marca doszło do nielicznych lotów patrolowych. Brakowało przede wszystkim benzyny. Z tego powodu personel oddziału wziął udział w naziemnych walkach z miejscowymi partyzantami, podczas których 1 maja został ranny podesauł N. P. Łarszin. Wiosną 1919 r. Samodzielna Armia Uralska ustanowiła kontakt z Siłami Zbrojnymi Południa Rosji gen. Antona I. Denikina i brytyjskimi wojskami interwencyjnymi na Zakaukaziu. Dzięki temu otrzymała nowe uzbrojenie i wyposażenie wojskowe, m.in. hydroplany. W poł. 1919 r. w Guriewie utworzono z nich Oddział Hydroplanów Samodzielnej Armii Uralskiej. Przekazany został mu też samolot Voisin LAS 9 Oddziału Lotniczego. Natomiast resztki personelu zostały włączone w skład 10 Oddziału Lotniczego.